# Breareds kulturhistoriska förening
Breareds kulturhistoriska förening (BKF), som grundades 1938, är en förening inom den halländska hembygdsrörelsen med syfte att värna om bygden och kulturen i Breareds socken med tätorten Simlångsdalen. BKF har idag (2020) cirka 270 medlemmar.

## Historik
Breareds kulturhistoriska förening bildades den 18 augusti 1938 vid ett möte hemma hos arkitekten Sigfrid Ericson och hans hustru Ruth, född Josefson, i deras fritidsgård Vargaslätten. Initiativtagare till bildandet av föreningen var Fredrik Ström, politiker och författare till romanen Folket i Simlångsdalen.
Det ursprungliga syftet med föreningen framgå av styrelseberättelsen för år 1938–1943, upptecknad den 29 december 1944, där man skriver följande:
”Styrelsen har betraktat som sin viktigaste uppgift att bedriva forskningsarbeten, som kunna läggas till grund för publikationer i kulturhistoriska ämnen och har därför uppdragit åt olika på detta område skolade krafter att enligt lämnade direktiv göra uppteckningar, avskrifter, ritningar och fotografier.”
Den första styrelsen för perioden 1938–1946 omfattade professorn Sigurd Erixon som ordförande, kantorn och folkskolläraren Karl Johan Schultz som vice ordförande och sekreterare, fru Ruth Ericson som kassaförvaltare samt arkitekten Sigfrid Ericson, hemmansägaren Johan Persson (på Dottrabol) och författaren och politikern Fredrik Ström som ledamöter. Dessutom utsågs professor Sverker Ek, museiintendent Erik Salvén och museiintendent Albert Sandklef som sakkunniga till styrelsen
I och med bildandet av föreningen kunde man på ett mer organiserat sätt fortsätta och utvidga den kulturhistoriska forskningen, som tidigare bedrivits i bygden, bland annat av Karl Johan Schultz. I föreningens regi påbörjade man nu en systematisk kartläggning rörande brearedsbefolkningens arbetsliv, levnadsförhållanden, byorganisation och bostadsvanor. Man reste runt i bygden och gjorde en serie uppteckningar och avskrifter av handlingar som fanns i gårdarna, bland annat bouppteckningar. Man tog också en mängd fotografier av byggnader, gårdar och föremål.
Efterforskningar gjordes även i Lunds landsarkiv och vid arkiv i Stockholm och Göteborg. Denna forskning var avsedd att ligga till grund för skriften Breared för 200 år sedan, som var tänkt att bli det första bandet i föreningens planerade skriftserie. Denna skrift kom dock aldrig att publiceras. Den första skriften som gavs ut blev istället Liv och folkkultur i Breareds socken i Halland. Den kom ut 1951 och utgjorde ett samarbete med Samfundet för svensk folklivsforskning.
Forskningen har sedan fortsatt av och till genom åren och 1981 utkom boken Torp och stugor i Breareds församling, som utgjorde resultatet av ett studiecirkelarbete under ledning av Erik Svensson i Högalt.
När man 1948 fick överta skvaltkvarnen i Svalilt fick föreningen en något ändrad inriktning till att också värna om och underhålla befintliga byggnader och miljöer i socknen. Sedan dess har efter hand flera objekt tillkommit för att nu inkludera linbastan i Stenlia (sedan 1957), ryggåsstugan Lurehus (sedan 1961), tullkvarnen i Nybygget (sedan 1967), handelsboden Lyckebo (sedan 1984), gamla småskolan (sedan 1987) och gamla stenbron i Skärkered (sedan 2015).

## Styrelsens ordförande genom tiderna
Föreningen har haft nio ordföranden sedan bildandet enligt följande:
| Period    | Ordförande                                                  |
| --------- | ----------------------------------------------------------- |
| 1938–1954 | Professor Sigurd Erixon (1888–1968), Stockholm              |
| 1955–1984 | Hemmansägare John Johansson (1908–1994), Torlabo            |
| 1985–1995 | Keramiker Göran Olsson (1933–2015), Mahult                  |
| 1996–1998 | Författare Ingrid Persson (1925–2015), Bexilt               |
| 1999–2007 | Reparatör Åke Johansson (1935–2014), Mahult                 |
| 2008–2011 | Byggnadsingenjör Karl-Anders Andersson (1941–2014), Fröböke |
| 2012–2013 | Elingenjör Liane Persson (f. 1966), Skavbo                  |
| 2014–2023 | Hemmansägare Håkan Norrman (f. 1972), Pickelsbo             |
| 2024–     | Stefan Möllerström (f.1953), Simlångsdalen                  |

## Föreningens utveckling över tiden
Följande noteringar kan göras över Breareds kulturhistoriska förenings utveckling från grundandet.
1938–1944

Breareds kulturhistoriska förening bildades 1938 och man fastställde att syftet med föreningen är att utföra och dokumentera kulturhistorisk forskning.
1939

Filosofie kandidat Sölve Nettelbladt utförde en serie uppteckningar och gjorde avskrifter av i gårdar befintliga handlingar, varibland ett antal bouppteckningar. Totalt sammanställdes cirka 160 sidor. Även preliminära undersökningar i landsarkivet i Lund genomfördes som underlag till den  tänkta skriften Breared för 200 år sedan.
1940

Filosofie kandidat fröken Maja Ericsson utförde uppteckningar rörande brearedsbefolkningens arbetsliv, levnadsförhållanden, byorganisation och bostadsvanor, som sammanställdes.
1945

Tre protokollförda möten hölls. Den 3 september hölls ett möte i Mahults bygdegård, där kapten Nils Strömbom håller ett föredrag om gyltigemålarna och förevisade bonader.
1948

Gunnar Nilsson i Svalilt överlät skvaltkvarnen därstädes till föreningen. I och med detta fick föreningen en delvis annan inriktning. Förutom att dokumentera och forska om kulturhistoria, fick föreningen nu även ta aktiv del i att värna om och underhålla befintliga byggnader, miljöer och traditioner i bygden.
1949

Efter omfattande renovering invigdes skvaltkvarnen i Svalilt av landshövding Reimer Johansson den 22 augusti 1949. Mjölnare var Karl Persson i Svalilt.
1951

Den första publikationen med titeln Liv och folkkultur i Breareds Socken gavs ut i samarbete med Samfundet för svensk folklivsforskning.
1957

Föreningen fick linbastan i Stenlia till skänks.
1958

Den 17 augusti 1958 firades 20-årsjubileum på Vargaslätten med tal av professor Sigurd Erixon.
1961

Ryggåsstugan Lurehus i Högalt inköptes.
1963

25-årsjubileum firades vid Lurehus.
1966

Första lieslåttern i Bögilt genomfördes.
1967

Tullkvarnen i Nybygget inköptes för 5000 kronor.
1968

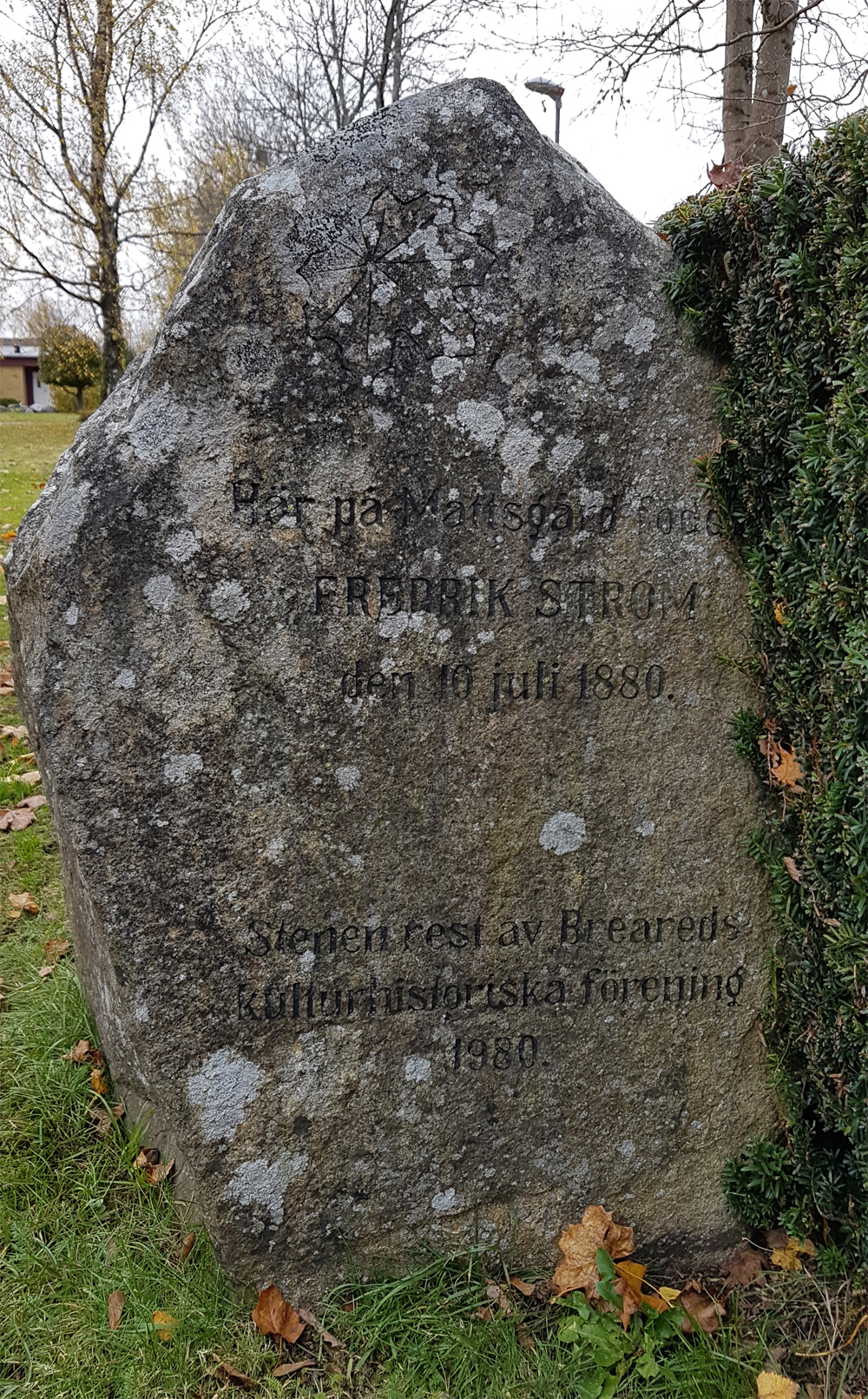
Minnesstenen över Fredrik Ström, rest 1980.

30-årsjubileum firades på Haga där Sven Tengnäs höll tal.
1971

Första midsommarfesten hos Astrid och John Johansson i Torlabo.
1972

Den renoverade tullkvarnen i Nybygget invigdes av landshövding Yngve Holmberg.
1978

Den 23 juli firades 40-årsjubileum på Vargaslätten hos familjen Westerberg.
1980

Minnesstenen på Mattsgård över Fredrik Ström invigdes den 13 juli 1980 – 100 år efter hans födelse – av hans son Folke Ström.
1981

Boken Torp och stugor i Breareds församling gavs ut. Boken var ett resultat av ett studiecirkelarbete under ledning av Erik Svensson i Högalt.
1984

Efter fem års diskussioner med arvsfonden fick föreningen slutligen ta över gamla lanthandeln ”Lyckebo”.
1987

”Lyckebo” invigdes i maj 1987. Invigningstal hölls av Folke Ström. Efter flera års diskussioner i kommunalfullmäktige, överlät Halmstads kommun slutligen den gamla småskolan i Simlångsdalen som gåva till föreningen. Drivande för att föreningen skulle få ta över skolan var politikern Bertil Nilsson.
1988

50-årsjubileum firades vid Nybyggets tullkvarn.
1991

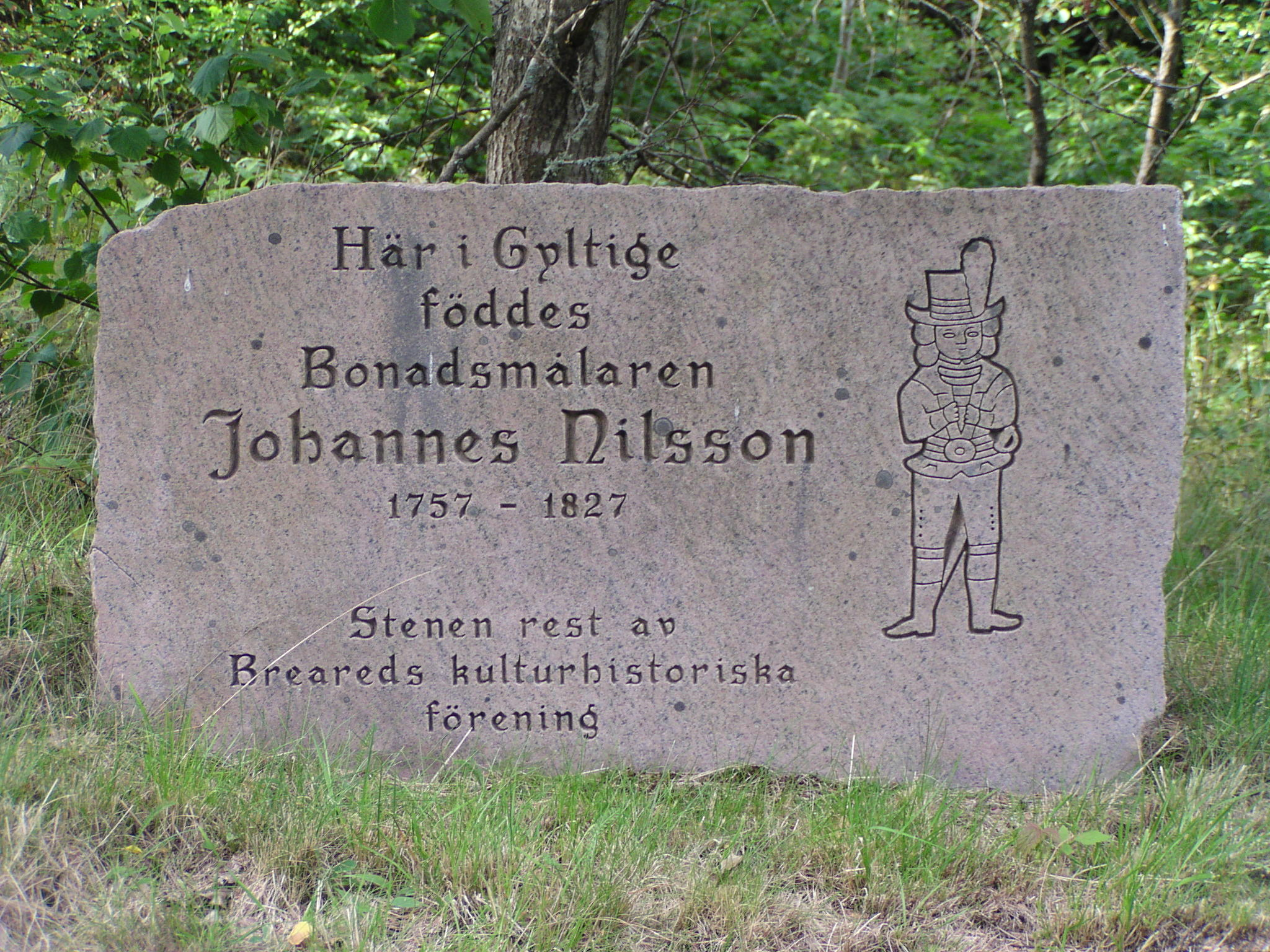
Minnessten vid Gyltige över Johannes Nilsson rest av Breareds kulturhistoriska förening, avtäckt 1991-06-09

Minnesstenen över bonadsmålaren Johannes Nilsson, den s.k. ”Gyltigemålaren”, invigdes i Gyltige. Invigningstalare vid avtäckningen den 9 juni 1991 var professor Nils-Arvid Bringéus.
1998

Den 15 augusti 1998 firades föreningens 60-årsjubileum i Mahults bygdegård. Anna Kretzschmer överlämnade en komplett Brearedsdräkt.
2001

Nytt torvtak lades på Lurehus.
2004

Skvaltkvarnen renoverades ånyo.
2005

Lieslåttern flyttades till Stenlia.
2008

70-årsjubileum firades i Mahults bygdegård.
2014

Lieslåttern flyttades till Nybyggets tullkvarn.
2015

Föreningen fick överta gamla stenbron i Skärkered.

## Publikationer utgivna av BKF

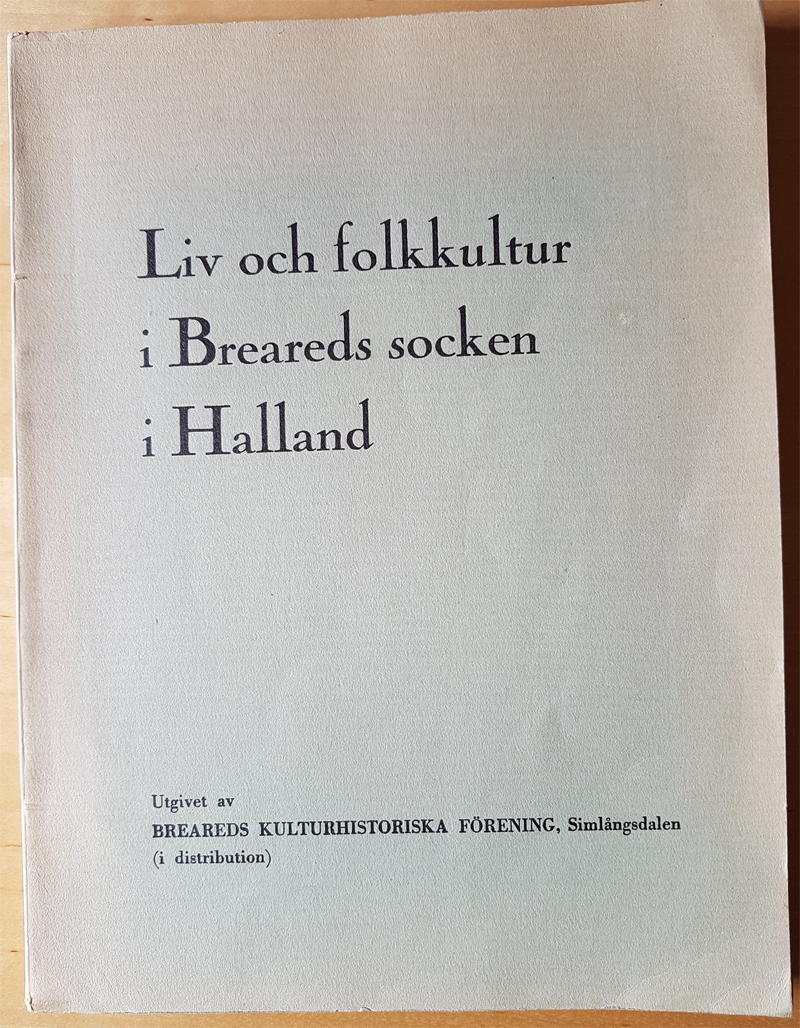
Boken ”Liv och folkkultur i Breareds socken i Halland” utgiven 1951

### PublikationenLiv och folkkultur i Breareds socken i Halland
Föreningens första publikationen kom att bli Liv och folkkultur i Breareds socken i Halland som gavs ut 1951 i samarbete med Samfundet för svensk folklivsforskning och är ett exempel på vad man ville uppnå med föreningens forskning.
Skriften inleds med en kortare beskrivning av naturen i Breared karakteriserad av det dalbildande sjösystemet med de fyra sjöarna Gyltigesjön, Töddesjön, Simlången och Brearedssjön i Fylleåns huvudavrinningsområde, samt den för Sydsverige ovanligt kuperade terrängen. Texten fortsätter sedan med en omfattande landsbeskrivning från 1729 av byar och gårdar i Breared. Därefter följer en beskrivning av prästgården, prästgårdsmiljön och livet i prästgården kring sekelskiftet 1900. Beskrivningen är sammanställd av Josua Mjöberg och Sigurd Erixon under medverkan av syskonen Josefson i Prästgården. Därpå följande kapitel behandlar en mindre känd bonadsmålare, Johannes Magnus Dahlgren. Hans måleri var starkt påverkat av Johannes Nilssons bonadskonst. Sedan följer ett kapitel om byordningarna i Halland, som sägs vara ett i huvudsak outforskat område. Byordningarna beskriver hur byarna var organiserade med byalag och åldermän och vilka bestämmelser som gällde. Det kunde bland annat handla om hägnader, beten och torvtäkt på allmänningar. Kapitlet ”Brynetavlan – ett säreget liebryne” handlar om en studie i södra Sverige av olika utformning och benämning av den pall med brynsten som användes för skärpning av lie. Förekomsten av detta redskap, som fanns i olika utformningar och benämningar (brynetavla, brynemärr, brynepall, vädjetavla, vädjesäte, vädjehund, vädjeget, sännetavla m. fl.) är ganska snävt begränsat till västligaste Småland och södra hälften av Halland. Sista kapitlet behandlar en studie över utbredning av olika sädesuppsättningsmetoder i sydvästra Sverige.

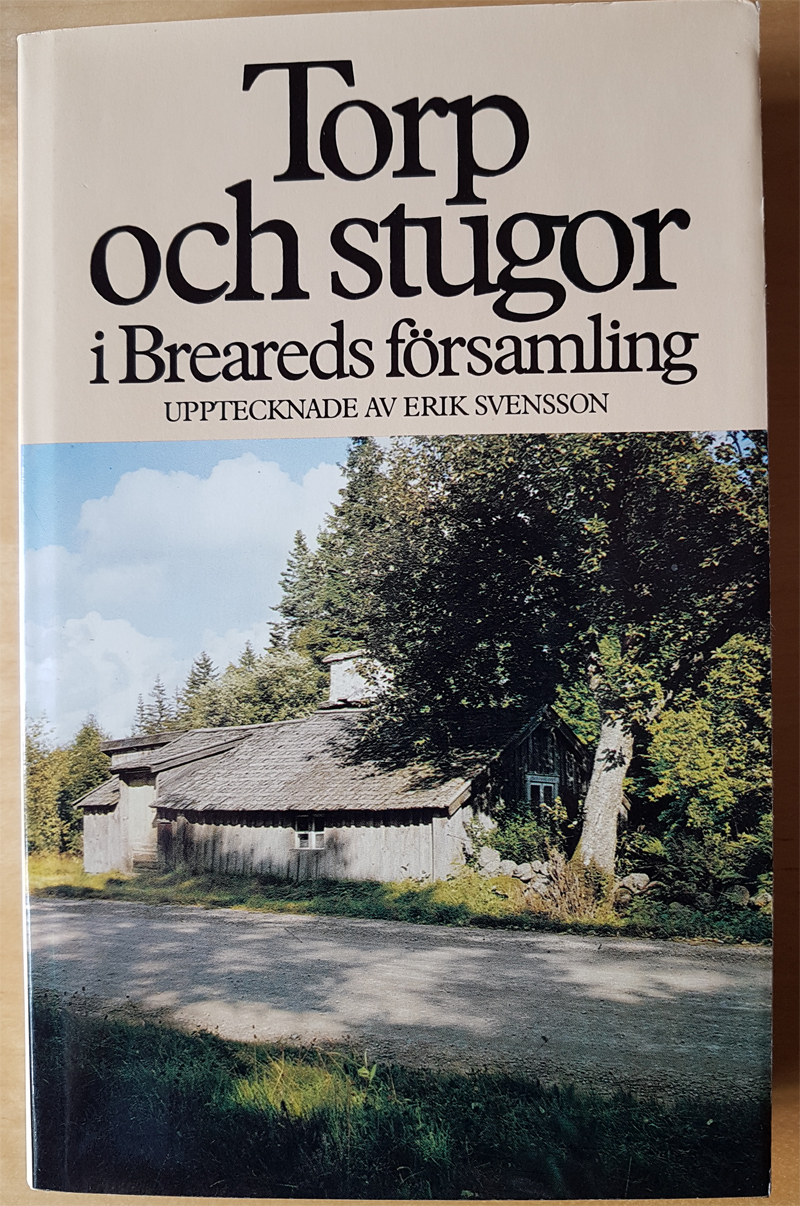
Boken "Torp och stugor i Breareds församling" utgiven 1981

### BokenTorp och stugor i Breareds församling
Forskningen i föreningen har fortsatt av och till genom åren och 1981 utkom boken Torp och stugor i Breareds församling, som var resultatet av ett studiecirkelarbete under sju år. Medlemmar i denna studiecirkel var John Johansson i Torlabo, med makan Astrid, Fridolf och Karl Nilsson i Bögilt, Ingrid och Gunilla Pettersson i Högalt, Erik ”Bredhe” Andersson i Hästilt, Lennart Erlingzon i Mosilt, och Valdemar Nilsson i Göphult.
Gun-Britt och Bo Svensson, Simlångsdalen, hade utfört numrering av torpen respektive bearbetning av fotografierna. Gösta Brand hade genomfört intervjuer med folk i Svaliltstrakten om torp och stugor. Arbetet med boken leddes av Erik Svensson i Högalt, som också svarade för sammanställningen och redigeringen av materialet.
Runt om i bygden kan man se spår av detta arbete i form av skyltar, som markerar tidigare torp. Av dessa skyltar kan man utläsa att flera av torpen fanns under ganska kort tid, 20-25 år, i enstaka fall till och med kortare, medan andra omvandlats till hemman, som finns kvar än idag.
I början av 1800-talet fanns bara ett 30-tal torp och stugor i socknen, men sedan ökade antalet efter hand och speciellt stor var ökningen omkring 1850-talet. Tillväxten avstannade när utvandringen till Amerika tog fart då den totala utvandringen från Sverige till Nordamerika fram till tidigt 1920-tal uppgick till ungefär 1,5 miljoner människor.
Boken omfattar alltså en inventering av torp och backstugor inom Breareds församling i Hallands län under en tidsperiod av 200 år. Den innehåller samtidigt en personförteckning över i bygden boende människor födda 1730–1930. Boken berättar om människor och deras öden i 263 torp och stugor. De hade yrken som sockenskräddare, sockenskomakare, vagnmakare, båtsmän, etc. Bonadsmålaren Johannes Nilsson beskrivs liksom många andra levnadsöden.

## Föreningens olika objekt

### Skvaltkvarnen i Svalilt

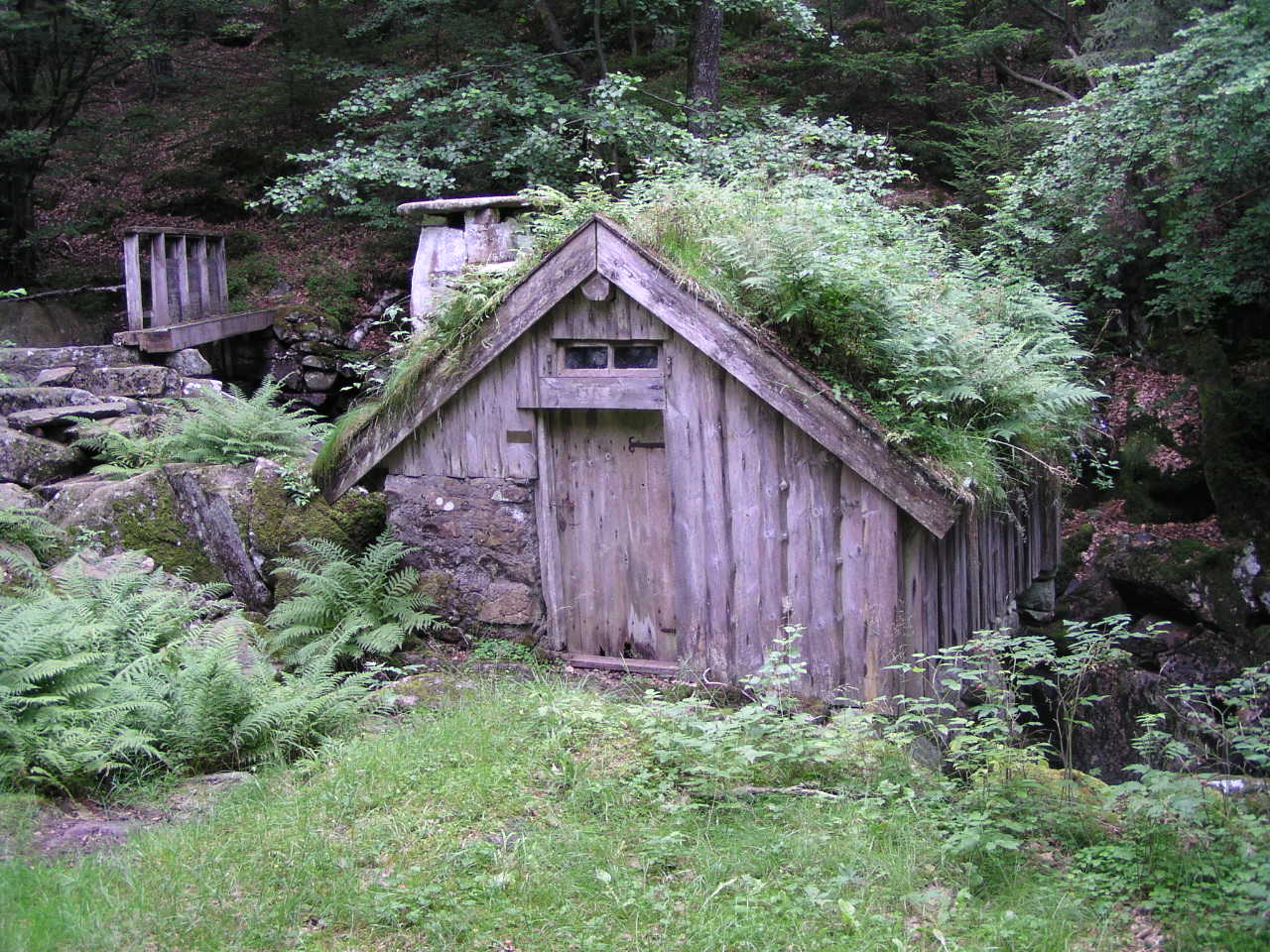
Skvaltkvarnen vid Svalilt

Den första byggnaden som föreningen fick ta över var skvaltkvarnen i Svalilt nordost om Simlångsdalens tätort. Genom ett gåvobrev skänkte hemmansägare Gunnar Nilsson år 1948 kvarnen till Breareds kulturhistoriska förening. Ett villkor i gåvobrevet var att kvarnen inte flyttades från platsen.
Vid övertagandet var kvarnen i ganska dåligt skick med halva taket nedfallet, ena långväggen till hälften raserad och spisen nära att falla samman. Därför gjorde man redan samma höst de viktigaste reparationerna. Under sommaren 1949 gjordes sedan en omfattande renovering. När hela renoveringen var klar invigdes skvaltan av landshövdingen Reimer Johansson i samband med årsmötet den 22 augusti 1949.
Det framfördes vid invigningen att ”det är för Breareds kulturhistoriska förening en glädje att ha kunnat medverka till bevarandet av denna gamla skvaltkvarn, den sista här i socknen, som var i sådant skick, att den varit möjlig att iståndställa med bibehållande i allt väsentligt av den gamla byggnaden.”
I Sverige var skvaltkvarnar vanliga redan under tidig medeltid och sannolikt långt dessförinnan. De förekommer på sina håll i stora antal. Varje by hade sina egna skvaltor, antingen en för varje gård eller en gemensam för ett par gårdar. I Svalilt fanns för inte så länge sedan inte mindre än fem olika kvarnar, en nedanför den nu av föreningen bevarade och tre ovanför. Den översta kvarnen tillhörde Håralt, den därefter Örnås och de tre övriga Svalilt. Den nedersta var gemensam för två av de fyra gårdarna i Svalilt.
De första skvaltorna i Svaliltsbäcken byggdes antagligen för många hundra år sedan, men den nu bevarade skvaltan byggdes i mitten på 1800-talet av Per Mårtensson i Svalilt. Kvarnstenarna kommer troligen från en äldre skvaltkvarn på samma plats.
År 2004 genomfördes en ny renovering av kvarnen, med byte av ränna och lätteverk. Även en nödvändig förstärkning av dammen gjordes.

### Linbastan i Stenlia

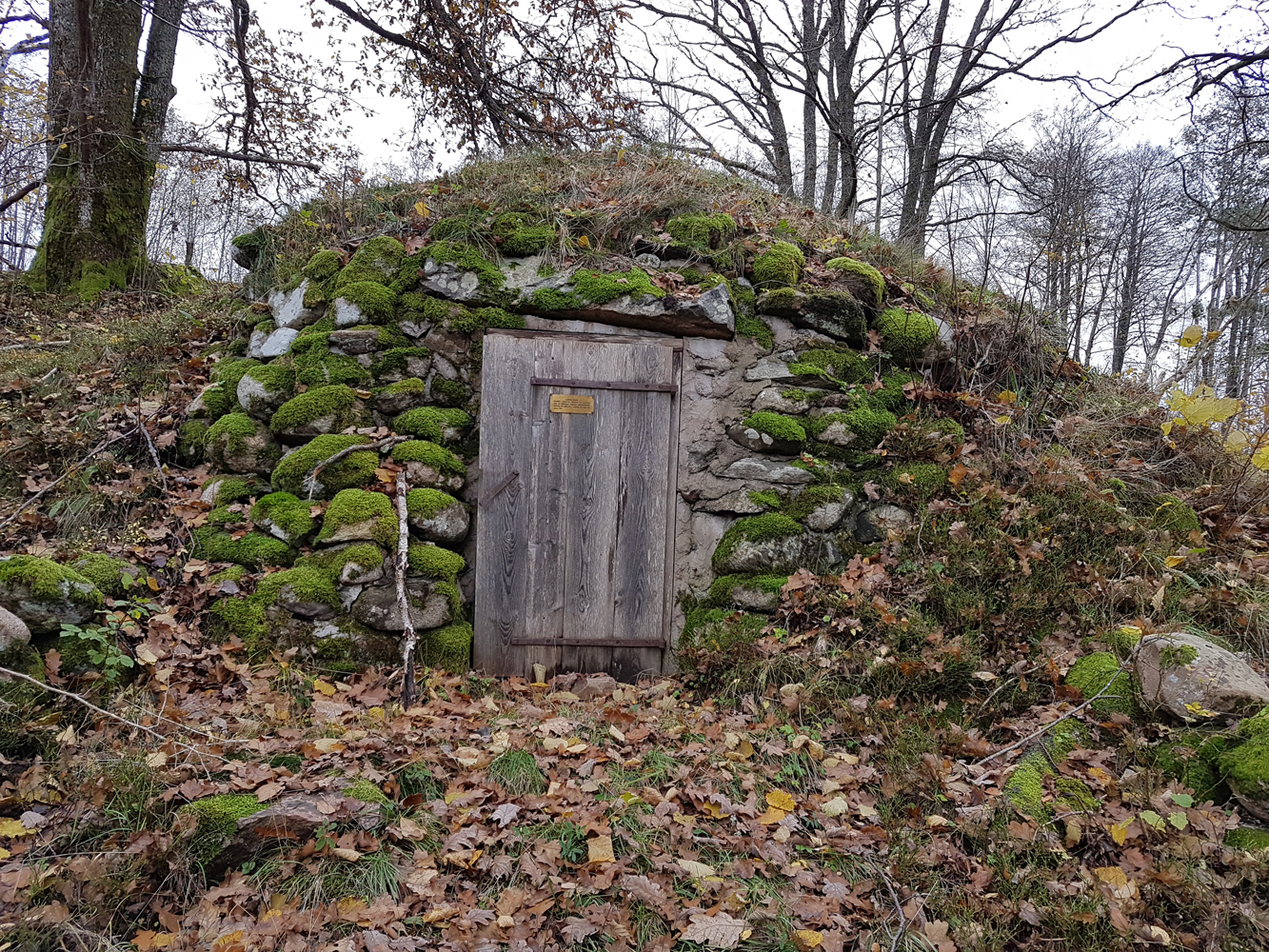
Linbastan vid Stenlia

Nästa objekt som Breareds kulturhistoriska förening fick ta hand om var linbastan i Stenlia. Den hade uppförts redan i början på 1800-talet och var i bruk ända fram till 1920-talet. Breareds kulturhistoriska förening har ställt den i ordning och äger och förvaltar den sedan övertagandet 1957. Stenlia är beläget norr om Simlångsdalens tätort strax norr om Ryaberg.
Linbasta är en anläggning för torkning av lin, den byggdes av sten, ofta med valv och vanligtvis var den inbyggd i en backsluttning en bit bort från övrig bebyggelse med tanke på brandfaran. Inuti finns en ugn som eldades med ved och som var så konstruerad att linet torkade av värmen utan att ta eld. En linbasta består ofta av en bakre del, kallad bastun, där ugnen finns och en främre del kallad brydestuan, där man gjorde linberedningen. Linbastan i Stenlia har dock aldrig haft någon brydestua, utan man gjorde beredningen av linet hemma på gården.
I april 1890 startade industriell framställning av jute och lin i Oskarström (i den s.k. Jutan) och man kunde nu skicka iväg linet för beredning. Vid sekelskiftet 1900 blev dock bomullsimporten allt viktigare, vilket sammantaget gjorde att användningen av linbastan efter hand upphörde.
Linberedning är ett hantverk där man förädlar linplantor till fibrer och lingarn. Beredningen består vanligen av sju steg: Skörd (ryckning), torkning, repning, rötning, bråkning, skäktning, häckling och för tygframställning även spinning och vävning.
Bland andra användningsområden för lin kan nämnas gängtätning och drevgarn. En annan viktig produkt som kommer från lin är linolja, som än idag är en viktig ingrediens vid impregnering och som bas i alkydfärger.

### Ryggåsstugan Lurehus i Högalt

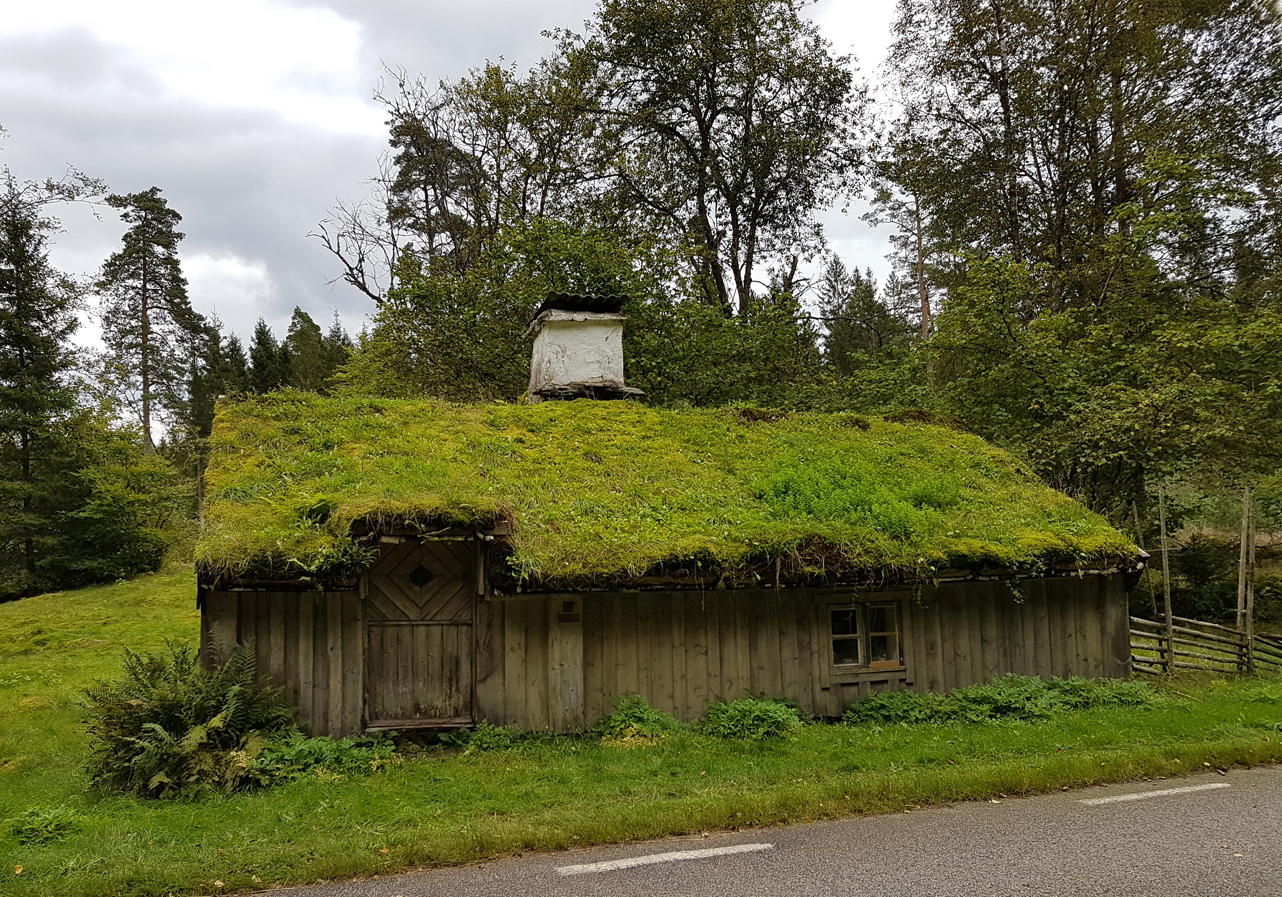
Ryggåsstugan Lurehus i Högalt

Ryggåsstugan Lurehus kom i föreningens ägo 1961. Föreningen ropade då in stugan med inventarier på auktion. Stugan var vid köpet illa medfaren och behövde en omfattande renovering. Man lade då på nytt torvtak, satte i nya fönster och monterade nya klädselbrädor. Man tog också bort en tillbyggnad med vedbod. Ett äkta hankagärde sattes upp som ersättning för stenmuren, som tidigare hade tagits bort av Vägverket. Stugan är belägen vid vägen mellan Simlångsdalen och Torup, väg 652.
Invändigt återställde man den ursprungliga öppna eldstaden genom att ta bort en senare installerad järnspis. På väggarna sattes nya tapeter i gammalt mönster och nytt golv lades in.
Stugan byggdes omkring 1858 av bonden Nils Andersson i Högalt. Han var brorson till Sven Svensson i Ingemansbo, som på gamla dagar gifte sig med Anna Staffansdotter. Anna och Sven fick dottern Anna Svensdotter. Sven Svensson avled redan 1858, varför änkan Anna Staffansdotter ensam med sina två döttrar, Sanna 7 år och Anna 2 år, kom att flytta in i stugan samma år. Det har berättats att Sanna fick bära sin yngre syster Anna på ryggen vid inflyttningen.
Stugan består av ett enda rum med två små fönster. Taket var jordtäckt där det växte blommor. I anslutning till stugan fanns en vedbod och en murad jordkällare med trätak. På tomten fanns också en liten trädgårdstäppa.
Det var torftigt i stugan. Dottern Sanna, som tagit efternamnet Östergren, var mestadels hemma hos modern och arbetade tillfälligt i bygden. Sanna fick 1884 dottern Selma. Selma blev den sista som bodde i stugan och hon avled 1960 i en ålder av 76 år.

### Tullkvarnen i Nybygget

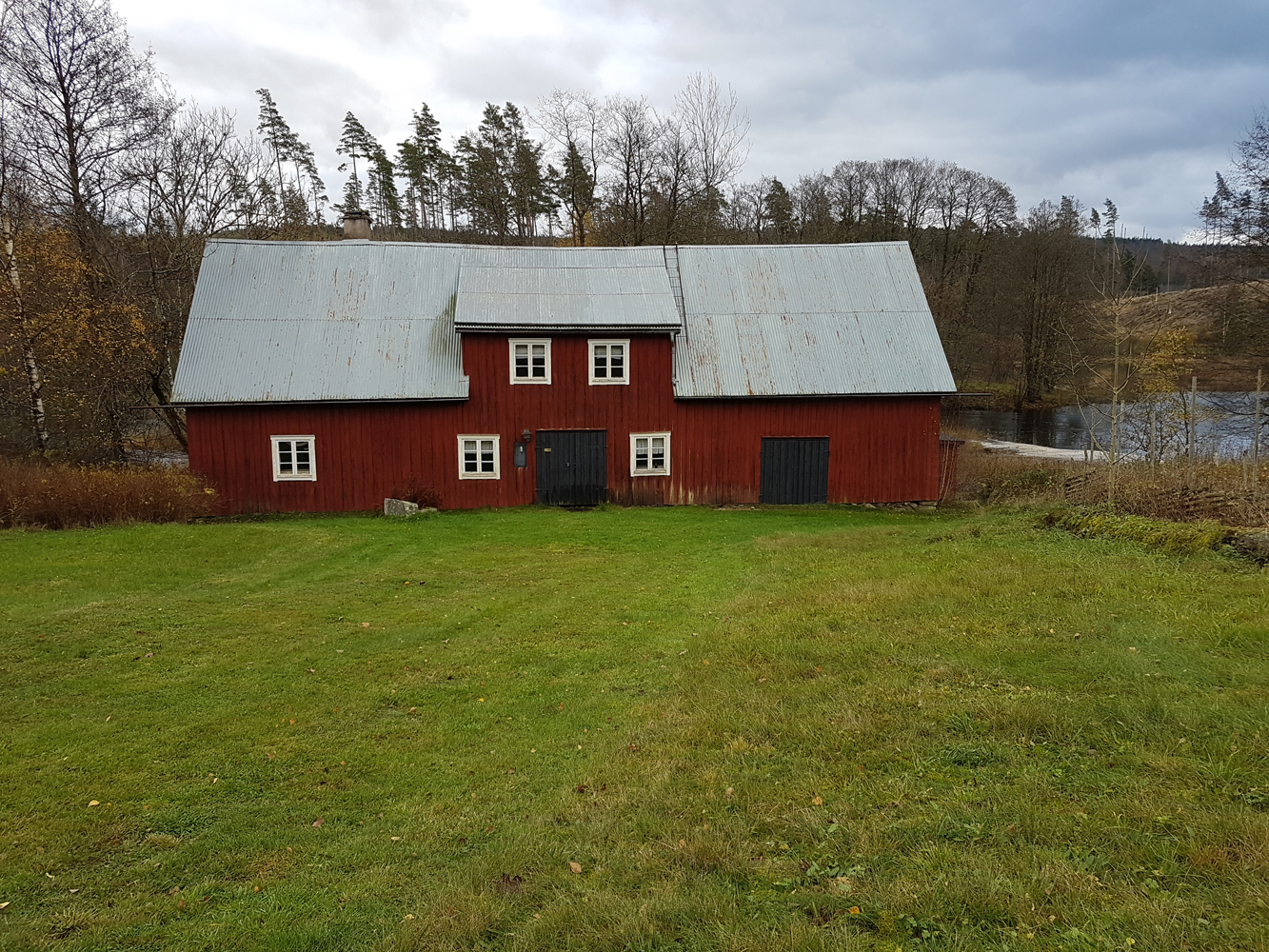
Tullkvarnen i Nybygget i Simlångsdalen

År 1967 förvärvade Breareds kulturhistoriska förening kvarnen i Nybygget och efter renovering invigdes den 1972 av landshövding Yngve Holmberg. Kvarnen är numera hembygdsmuseum med en stor samling av gamla verktyg och andra föremål på övervåningen. Guidade visningar av tullkvarnen genomförs några gånger om året. (Nybygget är beläget i anslutning till Töddesjöns övergång i Simlången.)
En tullkvarn är en avgiftsbelagd kvarn i motsats till en egen husbehovskvarn såsom gemensam byakvarn eller liknande. Ofta fungerade det så, att kvarnägaren eller mjölnaren tullade, det vill säga tog en del av mälden som avgift. Den här kvarnen drivs av ett underfallshjul, som kräver ganska liten fallhöjd på vattnet.
Kvarnen är vackert belägen och teatersällskapet Skådebanan valde sommaren 1928 att uruppföra Fredrik Ströms ’’’Folket i Simlångsdalen’’’ här i sin naturliga miljö, där bokens huvudperson Sig Folkesson hade levt och verkat. Sluttningen ner mot kvarnen utgjorde en idealisk läktare för publiken. År 1980 uppfördes skådespelet på nytt vid kvarnen.
Kvarnen hade byggts 1849 av färgaren Carl Magnus Unger. Detta framgår av dokument från Häradsrätten i Tönnersjö från 1849, vari man behandlar en ansökan från C. M. Unger om att få driva den av honom uppförda kvarnen som tullkvarn:
samt efter vederbörandes hörande pröfva om och huruvida samme qvarn må begagnas till laga grund till förmalning af andras säd emot tull.
Vid dessa förhandlingar, som ägde rum på plats vid kvarnen, deltog häradshövding Daniel Fehrman och åtta nämndemän, samt personer som bestridit den gjorda ansökan:
dels af närmaste grannar Bengt Jacobsson i Mahult, klockaren J. M. Bexell i Breared, Sven Nilsson i Sundsholm och Anders Knutsson i Sutarebo, dels och till bestridande af den gjorda ansökningen Anders Nilsson, Johannes Nilsson och Sven Peter Samuelsson i No. 1 Gyltige samt Jöns Bengtsson, Bengt Jönsson och enkan Pernilla Svensdotter i No.1 Weka, de tvenne förre sjelve och den sistnämnde genom sin son Peter Borg.

### Gamla lanthandeln Lyckebo

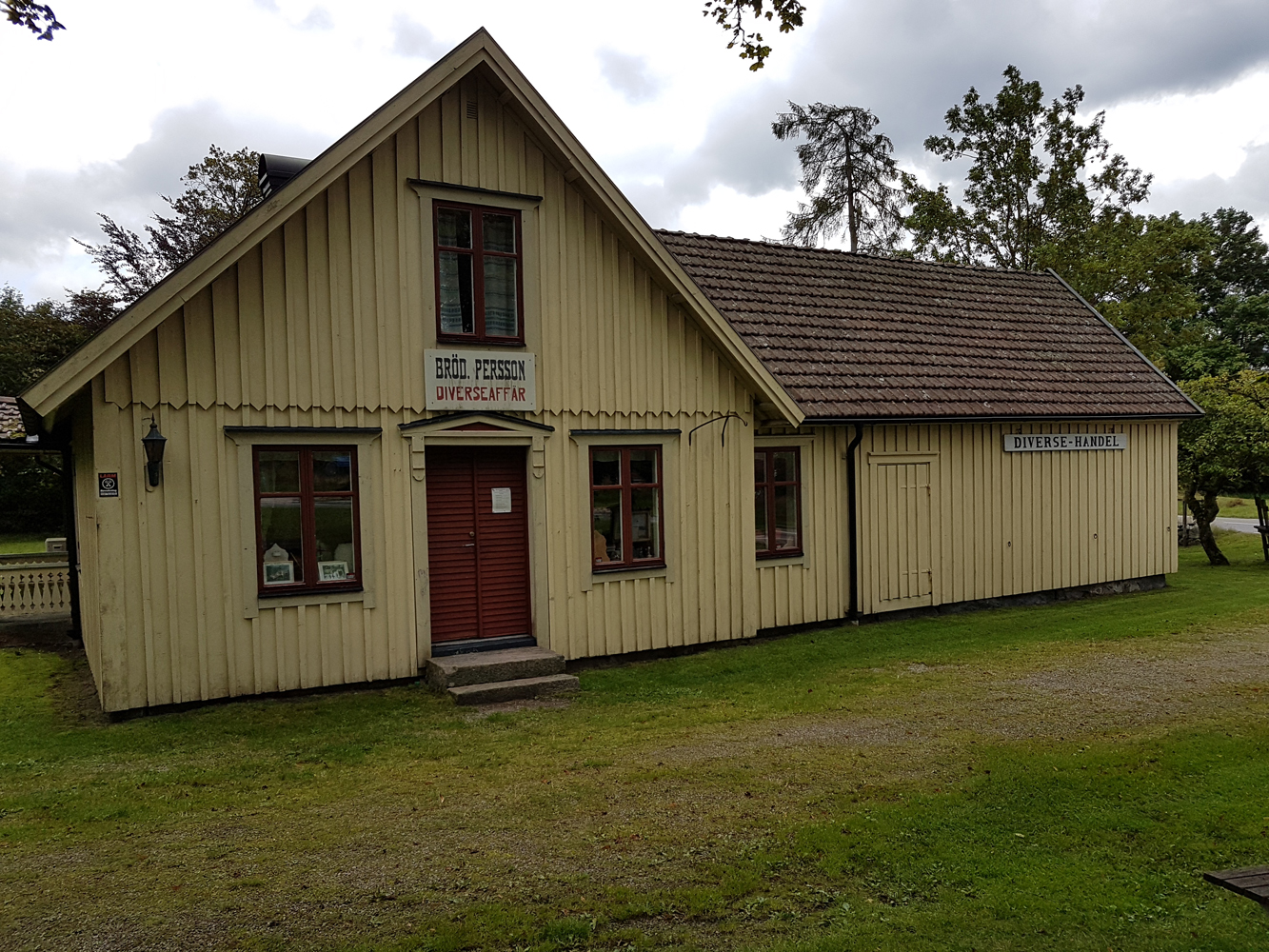
Gamla lanthandeln "Lyckebo" i Simlångsdalen

Den mest kända av föreningens byggnader är lanthandeln ”Lyckebo”, som man fick överta år 1984.
Den exakta åldern på lanthandeln är inte känd, men man vet att den existerade år 1880, samma år som Fredrik Ströms föräldrar Per Otto Andersson och Johanna Maria Ström gifte sig och då köpte Mattsgård på vars ägor lanthandeln var belägen. Otto drev troligtvis affären under några år, men sålde sedan hela Mattsgård 1897. En ung man, Amon Persson, anställdes för att sköta affären. 1899 hyr Amon hela affären och tar över verksamheten. Han förlovar sig med lärarinnan Ida Andersson, som hade tjänst i Esmared. År 1900 gifter sig Amon och Ida. Vid bröllopet bär Ida troligtvis den brudslöja och myrtenkrona som finns bevarade i huset än idag. Den 1901 föds sonen Rudolf och 1903 föds sonen Alvar. 1903 får Amon och Ida, genom avstyckning från Mattsgård, köpa affären med bostad. Fastigheten ges då namnet ’’Lyckebo’’.
Amon avlider 1916, endast 46 år gammal och Ida tar hand om de båda sönerna, 13 och 15 år gamla och väljer att arrendera ut affären. Ida fick 1916 förordnande om postutdelning i Breared och 1918 skriver hon får hon hand om skötseln av telefonväxeln i Breared. År 1922 när sönerna är 19 respektive 21 år gamla, tar de över affären och verksamheten och driver den vidare under namnet ”Bröd. Perssons diverseaffär”. År 1937 dör Ida och bröderna blir ensamma. När andra världskriget bryter ut och ransoneringskuponger införs tycker bröderna det är alltför besvärligt med olika restriktioner och de väljer att stänga affären 1941. Rudolf och Alvar bor kvar i fastigheten.
Under året 1978 blir bröderna sämre och hamnar på sjukhemmet i Oskarström. Där bestämmer de sig för att testamentera Lyckebo med inventarier till Breareds kulturhistoriska förening. Ett testamente upprättas av Oskarströms bank för undertecknande på nyåret 1979. Men den 30 december 1978 blir Alvar sämre och avlider under natten. Den 1 januari firas Rudolfs 78:e födelsedag, men direkt därpå avlider han också. Rudolf och Alvar dör alltså med bara två dagars mellanrum och inget testamente blev underskrivet.
Härigenom gjorde Allmänna arvsfonden anspråk på arvet, men efter fem års skriftväxling och diskussioner gav arvsfonden med sig och Breareds kulturhistoriska förening fick övertaga Lyckebo år 1984.
Lyckebo är nu den fasta punkten i föreningens verksamhet, där man håller styrelsemöten och varifrån mycket av verksamheten planeras. Här finns också föreningens omfattande arkiv med dokument från bland annat Breareds kommun, från föreningar, räkenskaper från affären, betygsböcker från skolorna i Breared och mycket annat. Carl Nilsson, Bertil Karlsson och Mauritz Brorson har bidragit till arkivet genom att under åren dokumentera olika evenemang och filmat och intervjuat profiler i Simlångsdalen. Arkivet, som organiserats av Göran Olsson och Bo Lundevall, utgör en kulturskatt i Simlångsdalen.

### Gamla småskolan i Simlångsdalen

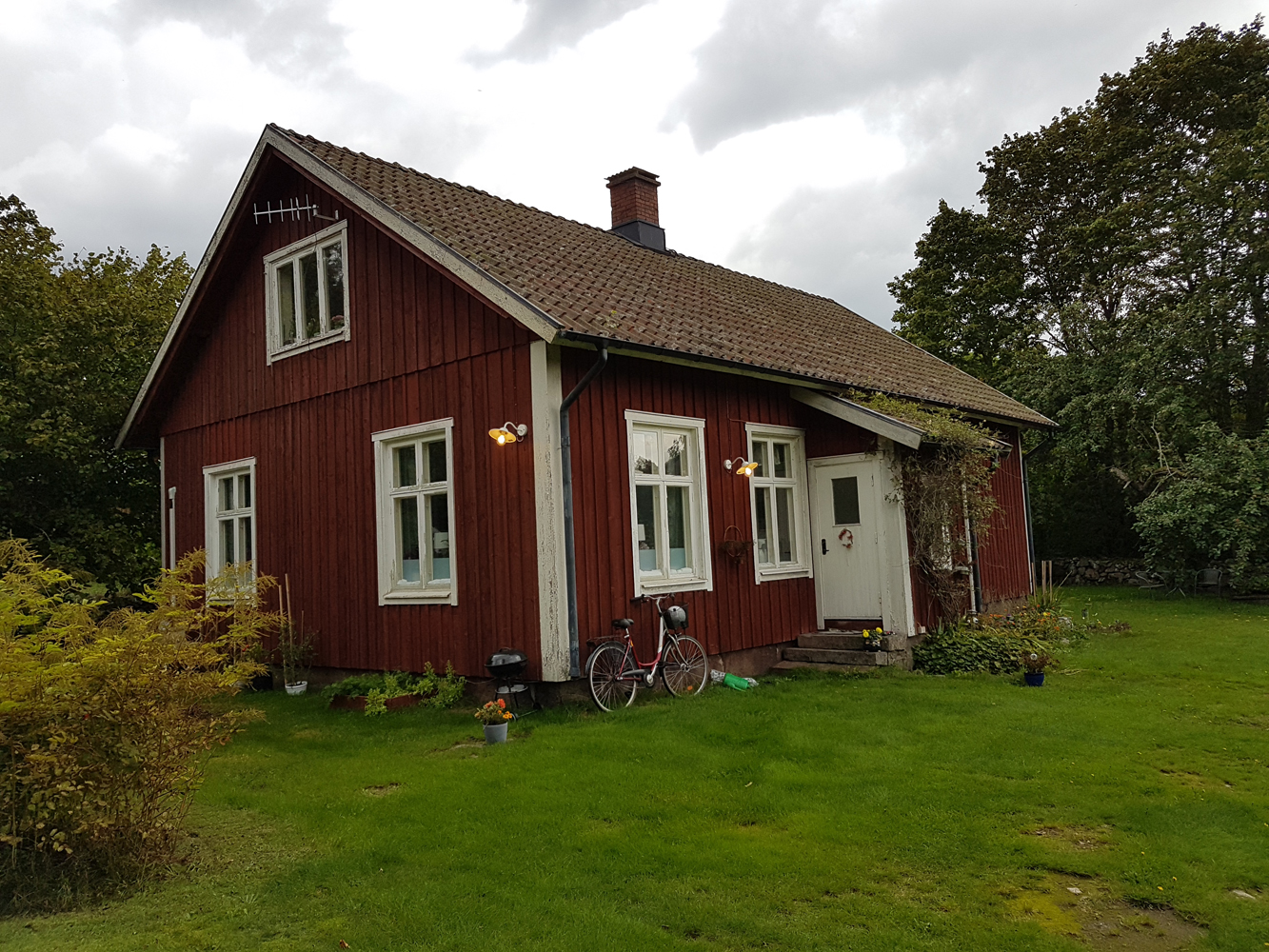
Gamla småskolan i Simlångsdalen

I december 1987 fick Breareds kulturhistoriska förening den gamla småskolan som gåva av kommunen. Här finns nu ett skolmuseum med mängder av gamla saker från den allra första skolverksamheten: skolbänkar, kateder, orgel, gamla skolplanscher med blommor, fåglar och bibliska berättelser, kartor, griffeltavlor, skolklocka, läroböcker m.m. En gammal trälåda med innehåll från den ambulerande tiden finns också bevarad, liksom en sparlåda från Sparbanken.
Idén om en obligatorisk och kostnadsfri folkskola går långt tillbaka i tiden, men införandet gick ofta ganska trögt trots att Sveriges Riksdag år 1842 antog ’’Kongl. Maj:ts. Nådiga Stadga, angående folkunderwisning i riket’’, enligt vilken det skall finnas minst en skola i varje socken och en anställd och avlönad lärare. Vid 1800-talets mitt saknade dock nästan häften av alla socknar helt skolundervisning. Skälet till detta var bland annat ekonomiskt. Kommunerna fick själva samla in pengar till undervisningen och endast mycket fattiga socknar kunde få statsbidrag till en del av kostnaderna.
I Breared hade man ännu 20 år senare inte kommit särskilt lång med att inrätta skolor. Därför beviljades år 1862 Breareds församling ett bidrag från Kongl. Maj:t. på 300 riksdaler till hjälp för att påskynda inrättandet av småskola och den första skolan byggdes i Mahult 1873.
Gamla småskolan i Breared (senare Simlångsdalen) byggdes 1906 på en tomt som inköpts två år tidigare. Småskolan var sedan i bruk ända fram till 1964. Tidigare hade man en ambulerande skola där skolläraren reste omkring och samlade skoleleverna i gårdarna efter viss turordning. I och med att småskolan blivit färdigbyggd blev undervisningen också stationär. I småskolan gick man de första skolåren och sedan blev man överflyttad till storskolan, som låg på andra sidan Mahultsvägen. De tre lärarinnor som verkade i småskolan under årens lopp och även hade sin bostad i skolhuset var Emina Mårtensson 1906–1933, Fredrika ”Diken” Hallberg 1933–1940 och Karin Olsson 1940–1964.
I skolsalen finns också en monter med saker från tiden med Breareds hemvärn och Breareds Lottakår, vilka båda bildades 1940. Kvar finns Breareds hemvärnsförening, som dock inte längre har några militära uppgifter.

### Gamla stenbron i Skärkered

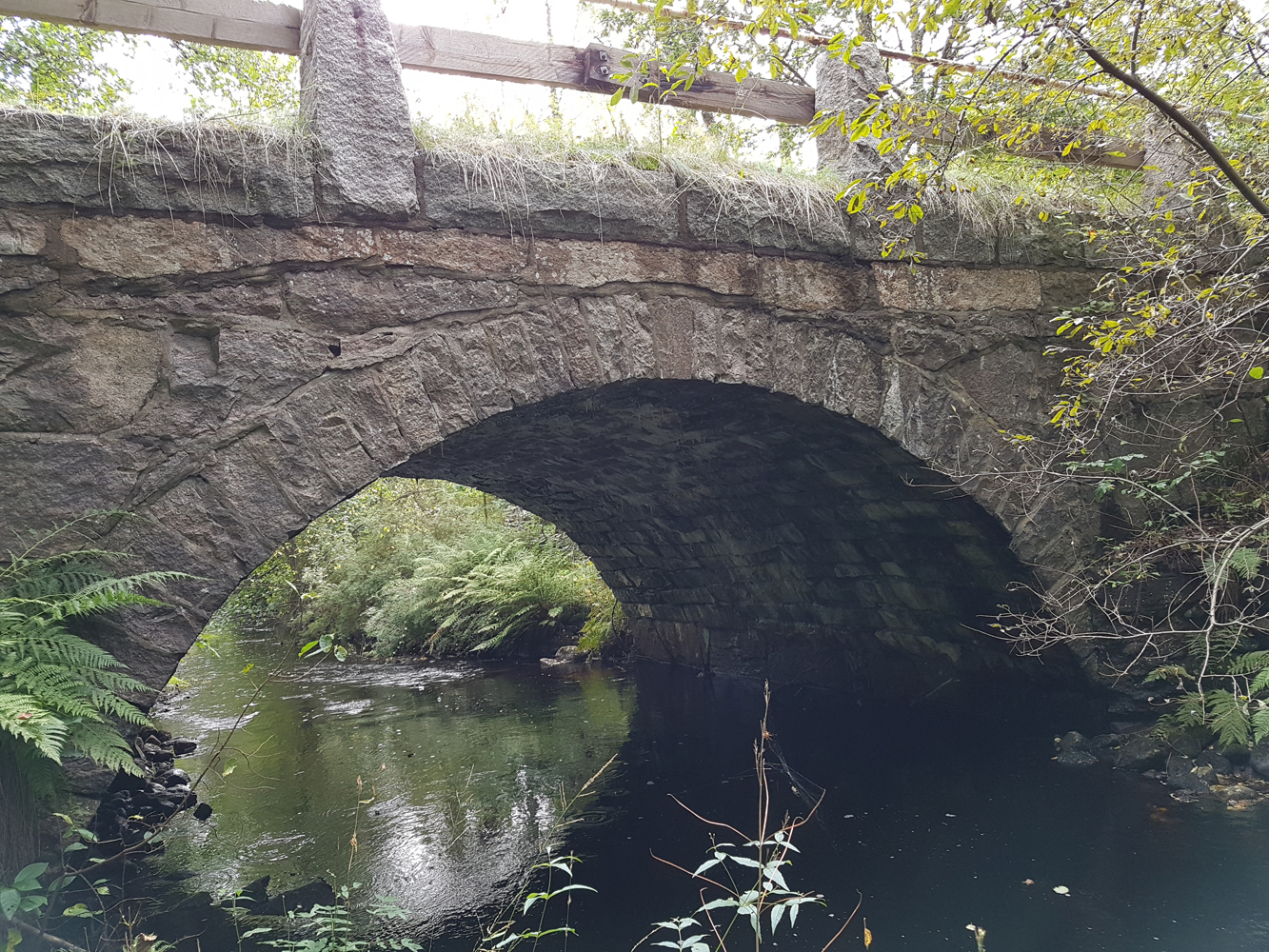
Gamla stenbron vid Skärkered söder om Simlångsdalen

Gamla stenbron i Skärkered är det senaste byggnadsverket som föreningen fått hand om. Bron, som utgjorde gränsförbindelsen mellan Snöstorps och Breareds socknar, var en del av den tidigare väg nr 90 mellan Halmstad och Ljungby, som har gamla anor och som haft i stort sett samma sträckning under lång tid.
Skärkeredsbron var den enda broförbindelsen över Lillån tills vägen byggdes om och då den nya bron anlades (1956). På 1960-talet var det meningen att den gamla bron skulle rivas, men en engagerad lokalbefolkning lyckades rädda den till eftervärlden.
Bron, som kan ses från nuvarande väg 25, är ett exempel på fin stenhuggarskicklighet, med sitt vackert utformade valv. Breareds kulturhistoriska förening fick överta ansvaret för bron år 2015, då Stiftelsen för Simlångsdalens kultur- och naturvård avvecklades.
Grundprincipen för ett stenvalv är att alla krafter, som verkar på valvet, måste vara tryckkrafter. Under bygget använder man en stödkonstruktion av trä, som kan tas bort först när sista stenen är lagd. Tekniken att bygga självbärande stenvalv är mycket gammal och utnyttjades t.ex. av romarna, som utvecklade tekniken till fulländning.

## Årliga evenemang
Föreningens årliga aktiviteter inkluderar:
- Årsmöte med vinterfest i februari
- Trivselkväll, mysafton och brasafton under våren och hösten
- Lyckebodagen i maj i samarbete med Breareds församling
- Gökotta i maj
- Turista Hemma med ”Destination Simlångsdalen” med lokala arrangemang
- Slåttergille
- Öppna stugor, en söndag i augusti
- Byavandring på hösten
- Bild- och filmkväll i Mahults bygdegård under hösten
- Advent i Lyckebo